# Issac Ryan Brown
Issac Ryan Brown, född 12 juli 2005 i Detroit i Michigan, är en amerikansk rappare, sångare och skådespelare. Han är mest känd för att spela rollen som Booker i Disney Channelserien Raven's Home och Gus i den animerade Disney Channelserien Ugglehuset. Han har även spelat rollen som Wade i filmen Kim Possible samt medverkat i Nickelodeonserien Sam & Cat.
Brown medverkade som 6-åring i TV-programmet America's Got Talent men kom dock inte vidare där.